# Holomitrium moritzianum
Holomitrium moritzianum là một loài rêu trong họ Dicranaceae. Loài này được Hampe mô tả khoa học đầu tiên năm 1847.